# François Rozon
 (novembre 2022).
 (novembre 2022).
Si vous disposez d'ouvrages ou d'articles de référence ou si vous connaissez des sites web de qualité traitant du thème abordé ici, merci de compléter l'article en donnant les références utiles à sa vérifiabilité et en les liant à la section « Notes et références ».
 (novembre 2022).
Pour les articles homonymes, voir Rozon.
Ne doit pas être confondu avec François Ozon.
François Rozon, né le 2 mars 1962 à Lachute dans la province de Québec au Canada, est un producteur et scénariste canadien.

## Biographie
Frère de Gilbert Rozon, François Rozon a été Vice-président exécutif au Groupe Juste pour rire où il a dirigé l’ensemble des activités nationales et internationales. Il a particulièrement laissé sa marque en tant que producteur de spectacles d’humour et de théâtre ainsi que gérant d’artistes. Il a contribué à la naissance de la carrière de ceux qui ont été les premiers, il y a trente ans, à faire partie d’un star système de l’humour (Michel Courtemanche, Daniel Lemire, Marc Dupré, Claudine Mercier, Mario Jean, Patrick Huard, Jean-Michel Anctil, Anthony Kavanagh, pour ne nommer que ceux-là).
François Rozon est un des leaders de l’industrie de la production, de la gérance et de la mise en marché dans le domaine de l’humour. Il est d’abord un homme d’idées et de défis. Il s’entoure de partenaires compétents. Il construit des équipes dynamiques et il sait leur transmettre sa passion[style à revoir].